# Бобульчин
Бобульчин (пол. Bobulczyn) — село в Польщі, у гміні Остроруґ Шамотульського повіту Великопольського воєводства.
Населення — 253 особи (2011).
У 1975-1998 роках село належало до Познанського воєводства.

## Демографія
Демографічна структура станом на 31 березня 2011 року:
|          | Загалом | Допрацездатний вік | Працездатний вік | Постпрацездатний вік |
| -------- | ------- | ------------------ | ---------------- | -------------------- |
| Чоловіки | 126     | 34                 | 84               | 8                    |
| Жінки    | 127     | 25                 | 77               | 25                   |
| Разом    | 253     | 59                 | 161              | 33                   |